# NGC 1016
NGC 1016 је елиптична галаксија у сазвежђу Кит која се налази на NGC листи објеката дубоког неба.
Деклинација објекта је + 2° 7' 9" а ректасцензија 2h 38m 19,6s. Привидна величина (магнитуда) објекта NGC 1016 износи 11,6 а фотографска магнитуда 12,6. Налази се на удаљености од 62,811 милиона парсека од Сунца. NGC 1016 је још познат и под ознакама UGC 2128, MCG 0-7-67, CGCG 388-76, PGC 9997.